# True Colors (песня)
«True Colors» (с англ. — «Истинные цвета») — песня, написанная Билли Стейнбергом и Томом Келли. Заглавный трек и ведущий сингл со второго альбома Синди Лопер, вышедший 25 августа 1986 года. Две недели она была на первой позиции в американском хит-параде Billboard Hot 100 и была номинирована на премию «Грэмми» в категории «Лучшее женское вокальное поп-исполнение» (1987).

## Информация о сингле
В основу композиции «True Colors» легла песня Билли Стейнберга о своей матери. Том Келли изменил первый куплет оригинальной версии, и полученная песня была записана Синди. Композиция рассказывает о противостоянии внутреннего «я» человека и внешнего мира, она призывает слушателя «не бояться и показать свои истинные цвета».
Би-сайдом сингла стала песня «Heading for the Moon», не вошедшая ни в один студийный альбом Синди.
Сингл стал одним из самых успешных в карьере Синди, заняв первое место в чартах США и удерживая его в течение двух недель. Кроме того, он достиг первого места в национальных хит-парадах Бразилии, Канады, Колумбии и Чили.

## Видеоклип
В статье из The New York Times, опубликованной незадолго до выхода видеоклипа, клип был описан так:
Сначала она предстаёт в образе рассказчика, ударяя в африканский барабан. Девочка проходит через детство и взрослую жизнь, а раковина символизирует жизненные успехи и неудачи. Затем Синди идёт по пустыне, на заднем плане видно детей. В заключительной сцене Синди ударяет в барабан в последний раз.
В одной из последних сцен видеоклипа Синди лежит животом на земле и смотрит на зеркальную поверхность, находящуюся под слоем песка (один из этих кадров использован для обложки альбома True Colors). Это имитация знаменитой сцены из фильма Жана Кокто «Орфей» с Жаном Маре в главной роли.
В клипе снялись Кэтрин Лопер (мать певицы), а также Дэвид Уолфф (менеджер и бойфренд Синди).

## Позиции в хит-парадах
| Страна         | Позиция в чарте |
| -------------- | --------------- |
| Австралия      | 3               |
| Австрия        | 12              |
| Бразилия       | 1               |
| Великобритания | 12              |
| Германия       | 18              |
| Израиль        | 2               |
| Ирландия       | 6               |
| Италия         | 5               |
| Канада         | 1               |
| Колумбия       | 1               |
| Нидерланды     | 7               |
| Новая Зеландия | 8               |
| Норвегия       | 10              |
| США            | 1               |
| Франция        | 49              |
| Чили           | 1               |
| Швеция         | 4               |
| Швейцария      | 17              |
| ЮАР            | 14              |
| Япония         | 59              |

| Чарт (1986)                     | Позиция |
| ------------------------------- | ------- |
| США (Billboard Top Pop Singles) | 41      |

## Сертификации
| Страна | Сертификация | Продажи   |
| ------ | ------------ | --------- |
| Япония |              | 11,240    |
| Канада | Gold         | 50,000    |
| США    | Platinum     | 1,000,000 |

## Официальные версии
1. Juniors 12" Vocal Mix
2. Junior’s 7" Mix
3. Junior’s Gay Pride '98 Mix
4. Junior’s Main Pass Mix Edit
5. Junior’s Reprise Mix
6. Junior’s Romantic Love Mix
7. Juniorverse Mix

## Кавер-версии
True Colors перепевалась огромным числом исполнителей. Среди них Марина Диамандис, Фил Коллинз (его версия вошла в сборник …Hits 1998 года), Ева Кессиди и Белинда Карлайл. В 2016 году свою акустическую версию исполнили Джастин Тимберлейк и Анна Кендрик.